# Knautia cousturieri
Knautia cousturieri är en tvåhjärtbladig växtart som beskrevs av fader Sennen och Szabo. Knautia cousturieri ingår i släktet åkerväddar, och familjen Dipsacaceae. Inga underarter finns listade i Catalogue of Life.